# Anopheles punctulatus
Anopheles punctulatus este o specie de țânțari din genul Anopheles, descrisă de Donitz în anul 1901. Conform Catalogue of Life specia Anopheles punctulatus nu are subspecii cunoscute.